# Elasticiteit (economie)
Elasticiteit is in de economie de verhouding van een procentuele verandering van een afhankelijk variabele en de procentuele verandering van een onafhankelijk variabele.
Het is dus een dimensieloze grootheid.
De X-elasticiteit van Y geeft de gevoeligheid weer van Y voor een verandering van X. 
Er zijn vele elasticiteiten te berekenen, zoals de prijselasticiteit van de vraag, de Prijselasticiteit van het aanbod, de kruislingse prijselasticiteit en de inkomenselasticiteit.

## Constante elasticiteit
De elasticiteit is constant dan en slechts dan als de afhankelijk variabele evenredig is met een macht van de onafhankelijk variabele. De exponent is de elasticiteit.

## Soorten elasticititeit

### Prijselasticiteit
Prijselasticiteit is de verhouding van een procentuele verandering van een afhankelijk variabele en de procentuele verandering van de prijs van een product. De afhankelijk variabele is bijvoorbeeld de vraag naar het product, de vraag naar een ander product, of het aanbod van het product. 

#### Prijselasticiteit van de vraag
De prijselasticiteit van de vraag (Ev) is als volgt gedefinieerd:
{\displaystyle E_{v}={\frac {\text{procentuele verandering van de gevraagde hoeveelheid}}{\text{de procentuele verandering van de prijs}}}}
De prijselasticiteit van de vraag geeft dus aan met hoeveel procent de gevraagde hoeveelheid verandert als de prijs met 1 % verandert. Hierbij is de prijsverandering de oorzaak en de hoeveelheidsverandering het gevolg.
Stel bijvoorbeeld dat de prijs van benzine met 1% stijgt en dat daardoor de gevraagde en verkochte hoeveelheid met een half procent afneemt. De prijselasticiteit van benzine is in dat geval -0,5. Zou de verkochte hoeveelheid met 2% afnemen dan is de prijselasticiteit -2.
Er wordt gesproken van een inelastische vraag als de gevraagde hoeveelheid in verhouding minder sterk verandert dan de prijs. De absolute waarde van Ev is dan kleiner dan 1.
Bij een absolute waarde van de elasticiteit van 1 verandert de gevraagde hoeveelheid met hetzelfde percentage. Is de absolute waarde van de prijselasticiteit groter dan 1 dan zal bij een prijsverhoging de gevraagde hoeveelheid dalen met een hoger percentage.

#### Kruislingse elasticiteit
De kruislingse (prijs)elasticiteit (Ek) wordt gedefinieerd als:
{\displaystyle E_{k}={\frac {\text{de procentuele verandering van de gevraagde hoeveelheid van goed X}}{\text{de procentuele verandering van de prijs van goed Y}}}}
De kruislingse elasticiteit geeft o.a. aan op welke wijze goederen door de consument als elkaars substituut worden gezien. Bijvoorbeeld: Als de prijs van het autorijden stijgt, zal het gebruik van het openbaar vervoer toenemen. Openbaar vervoer vervangt autorijden. Er is sprake van een positieve kruislingse elasticiteit.
Goederen kunnen ook complementair zijn. Er is een verband tussen de gevraagde hoeveelheid van auto's en de benzineprijs (zonder brandstof rijdt geen auto). Als de brandstofprijzen stijgen wordt indirect ook het autorijden duurder en daalt de gevraagde hoeveelheid van auto's. Benzine en auto's vullen elkaar aan. Er is sprake van een negatieve kruislingse elasticiteit.

### Inkomenselasticiteit
De inkomenselasticiteit van de vraag (Ey) wordt als volgt gedefinieerd:
{\displaystyle E_{y}={\frac {\text{de procentuele verandering van de gevraagde hoeveelheid van een goed}}{\text{de procentuele verandering van het inkomen}}}}
Goederen die noodzakelijk voor het dagelijks levensonderhoud zijn hebben een inkomenselasticiteit van de vraag tussen de 0 en de 1. 
Luxe goederen reageren sterker op veranderingen van het inkomen, zowel bij stijging als bij daling van het inkomen. De absolute waarde van de inkomenselasticiteit van luxe goederen ligt boven de 1.
Een bijzonder geval zijn de inferieure goederen: daarvan neemt de gevraagde hoeveelheid toe als het inkomen afneemt en neemt omgekeerd de gevraagde hoeveelheid af als het inkomen toeneemt. De inkomenselasticiteit is dan dus negatief.

### Maritieme transport elasticiteit
De maritieme transport elasticiteit wordt gedefinieerd als:
- de procentuele verandering van de maritieme handel / de procentuele verandering van de industriële productie

Voor het grootste gedeelte van de periode van 1960 tot 1996 is de maritieme transport elasticiteit positief geweest, met een gemiddelde van 1,4. Dat wil zeggen dat de maritieme handel gemiddeld 40% meer toenam dan de wereldwijde industriële productie.

## Belang van elasticiteitswaarden
In de micro-economie is het bepalen van elasticiteiten een belangrijke uitdaging. Ook in de praktijk is het belangrijk om dergelijke kerngetallen te kennen, bijvoorbeeld voor het bepalen van de prijspolitiek van een onderneming.
Indien er door een overheid wordt ingegrepen in bijvoorbeeld de prijs zoals in Nederland gebeurt op de markt voor huurwoningen, dan kan met behulp van de elasticitet het effect worden berekend. Zoals in dit geval bijvoorbeeld een onbeantwoorde vraag, wachtrijen, onderhuur en verdelingsproblematiek, en mogelijk zelfs corruptie. 
aanbod · aandeel · balans · bank · bedrijf · bedrijfsvorm · belegging · beroep · centrale bank · deflatie · economisch model · economische groei · effectenbeurs · elasticiteit · geld · handel · handelsoorlog · handelsrecht · handelsregister · inflatie · kartel · kredietcrisis · Kamer van Koophandel · lening · marketing · markt · marktaandeel · markteconomie · marktfalen · marktwerking · mededinging · modaal inkomen · monopolie · monopolistische concurrentie · monopsonie · oligopolie · omzetbelasting · overheidsfalen · perfecte markt · prijs · prijsafspraak · solvabiliteit · staatsbankroet · staatsschuld · vraag · volkomen concurrentie